# Parabathyscia ligurica
Parabathyscia ligurica es una especie de escarabajo del género Parabathyscia, familia Leiodidae. Fue descrita por primera vez por Edmund Reitter en 1889.

## Distribución
Se encuentra en Italia.